# Партініко
Партініко (італ. Partinico, сиц. Partinicu) — муніципалітет в Італії, у регіоні Сицилія, метрополійне місто Палермо.
Партініко розташоване на відстані близько 430 км на південь від Рима, 23 км на захід від Палермо.
Населення — 32 079 осіб (2014).
Щорічний фестиваль відбувається 6 листопада. Покровитель — San Leonardo.

## Демографія
Населення за роками:

Станом на 1 січня 2023 року в муніципалітеті офіційно проживали 1104 іноземці з 62 країн, серед них 383 громадяни країн Євросоюзу та 28 громадян України.

## Сусідні муніципалітети
- Алькамо
- Балестрате
- Борджетто
- Карині
- Джардінелло
- Монреале
- Терразіні
- Траппето